# Gaspard I de Coligny
Gaspard I de Coligny (Châtillon-sur-Loing, 1465 – Dax, 24 agosto 1522) è stato un militare francese.
Signore di Châtillon, figlio di Giovanni III di Coligny e di Eleonora di Courcelles, maresciallo di Francia dal 1516.

## La vita militare
Gaspard partecipò alla campagna d'Italia di Carlo VIII nel 1494 per occupare il Regno di Napoli e si distinse l'anno successivo, nonostante la sconfitta dell'armata francese nella battaglia di Fornovo (6 luglio 1495). Nel 1509 combatté con Luigi XII la battaglia di Agnadello (14 maggio 1509) contro l'esercito veneziano, che fu sconfitto.
Durante la battaglia di Marignano (13 / 14 settembre – 1515) Gaspard de Coligny coordinò le operazioni militari dell'esercito francese con quello della Repubblica di Venezia in modo che il suo ruolo nella conquista di Milano da parte del re di Francia Francesco I fu tutt'altro che irrilevante. Per i servigi così resi ricevette il 5 dicembre 1516 in Amboise dal re il titolo di Maresciallo di Francia e fu nominato governatore della Champagne e della Piccardia.
Nel 1519 gli fu riconosciuto il grado di luogotenente generale. Come membro dell'Ordine Cavalleresco di San Michele fu coinvolto in modo rilevante nella conclusione dell'alleanza tra Francesco I ed Enrico VIII d'Inghilterra.
Inviato come comandante di un esercito di rinforzo per la basca Fontarabie, morì di malattia lungo il percorso e fu poi sepolto nella cappella del suo castello a Châtillon-sur-Loing.

## Matrimonio e figli
Il 1º dicembre 1514 Gaspard de Coligny sposò a Parigi Luisa di Montmorency, sorella di Anne de Montmorency.
Dal matrimonio nacquero cinque figli:
- Maddalena, andata sposa a Charles de Roye;
- Pietro (1515 – 1534), signore di Châtillon;
- Odet (1517 – 1571), arcivescovo di Tolosa,  e cardinale, più noto come cardinale di Châtillon;
- Gaspard II de Coligny (1519 – 1572), ammiraglio di Francia e comandante militare degli ugonotti;
- Francesco (1521 – 1569), colonnello generale di fanteria e comandante militare ugonotto.